# Рамзі Еймс
Рамзі Еймс, при народженні Філліпс (нар. 30 березня 1919, Нью-Йорк, Нью-Йорк, США — пом. 30 березня 1998, Санта-Моніка, Каліфорнія, США) — американська кіноакторка 1940-х, модель, танцюристка, пін-ап дівчина і телеведуча. Як танцюристка виступала під псевдонімом Рамзі Д'ель Ріко. З'явилася у фільмі «Привид мумії» (1944), де зіграла принцесу Ананку.

## Кар'єра
Народилася на Лонг-Айленді, має іспансько-англійське походження. У старших класах школи займалася спортом і досягла успіху як плавчиня. Спочатку була визнана як танцюристка / співачка, а потім почала грати ролі в кіно у 1940-х в образі красуні з пристрасними поглядом.
Еймс відвідувала Школу танців Уолтера Гіллгауса, що спеціалізується на танцях у латинському стилі. Пізніше вона стала частиною танцювальної команди під назвою Рамзі Д'ель Ріко і з'явилася як модель на показі мод, спонсорованому Eastman Kodak, на Всесвітній виставці в Нью-Йорку в 1939 році. Травма змусила її змінити плани щодо танцювальної кар'єри. Вона зайнялася співом і стала вокалісткою провідного ансамблю румби.
Під час поїздки до Каліфорнії, щоб відвідати свою матір, Еймс випадково зустрілася в аеропорту з президентом кінокомпанії Columbia Pictures Гаррі Коном. Результатом зустрічі стали кінопроби, а потім її дебют у фільмі «Дві сеньйорити з Чикаго» (1943).
Звідти вона перейшла на студію Universal Pictures, де знялася в таких фільмах, як «Викликаючи доктора Смерть» та «Алі-Баба і сорок розбійників». Пізніше з'явилася в драмі Monogram Pictures «Нижче терміну» (1946), а також у серіалах Republic Pictures, включаючи «Чорну вдову» (1947) і «G-Men ніколи не забувають» (1948).
Після завершення кар'єри в 1940-х Еймс разом із чоловіком жила в Іспанії, де вела власне телевізійне інтерв'ю-шоу і час від часу знімалася в другорядних ролях у фільмах європейського виробництва.
Вона була одружена з драматургом Дейлом Вассерманом, автором п'єси «Людина з Ла-Манчі», і згодом подружжя жило на віллі під назвою "Ла-Манча" на узбережжі Коста-дель-Соль.
За словами режисера Вільяма Вітні, деякі каскадери студії Republic Pictures отримали більше травм, бігаючи по дахах, щоб краще розгледіти Рамзі Еймс, що йде по задньому майданчику, ніж під час виконання небезпечних екшн-сцен у вестернах студії.

## Особисте життя
Була одружена, а потім розлучилася з Дейлом Вассерманом, музичним письменником, лауреатом премії «Тоні». Померла від раку легенів у 1998 році на 79-му році життя.

## Вибрана фільмографія
| Рік  |   | Українська назва         | Оригінальна назва    | Роль             |
| ---- | - | ------------------------ | -------------------- | ---------------- |
| 1945 | ф | Мілдред Пірс             | Mildred Pierce       | гостя на вечірці |
| 1947 | ф | Вулиця Зеленого дельфіна | Green Dolphin Street | Корін            |
| 1956 | ф | Александр Великий        | Alexander the Great  | нетвереза жінка  |